# Équipe de Roumanie de football au Championnat d'Europe 2016
Cet article relate le parcours de l’équipe de Roumanie de football lors du Championnat d'Europe de football 2016 qui aura lieu du 10 juin 2016 au 10 juillet 2016 en France.
La Roumanie s'est qualifiée pour l'Euro 2016 en terminant 2e de son groupe, derrière l'Irlande du Nord. Elle termina invaincue des éliminatoires avec seulement deux buts encaissés, ce qui lui vaut le titre de meilleure défense des éliminatoires.
Les Tricolorii se trouvent dans le groupe A face à la France, l'Albanie et la Suisse.

## Matchs de préparation
Le premier match de préparation des Tricolorii fut contre l'Italie, le 17 novembre 2015 à Bologne. Le match se solda par un 2-2 avec des buts de Bogdan Stancu à la 9e minute et de Florin Andone à la 89e minute côté roumain et des buts de Claudio Marchisio à la 55e minute sur pénalty et de Manolo Gabbiadini à la 66e minute.
Le 23 mars 2016 à Giurgiu, la Roumanie bat la sélection lituanienne a
grâce à un but de Nicolae Stanciu à la 65e minute.
Le 27 mars 2016, la Roumanie obtient un 0-0 contre les champions d'Europe en titres espagnols, à Cluj-Napoca.
Le 25 mai 2016, la Roumanie est tenu en échec par la RDC à Côme malgré un but de Stanciu à la 27e minute. 
Le 29 mai 2016, la Roumanie s'incline face à l'Ukraine sur un score de 4 à 3. C'est la première fois depuis juin 2013 que les Tricolorii encaisse 4 buts. Malgré une ouverture du score par Torje à la 23e minute, les Ukrainiens marquent 4 buts entre la 43e et 59e minute. Les Roumains parviennent ensuite à marquer de buts à la 74e et à la 85e minutes grâce à Alibec et Stanciu.
Le 3 juin 2016, la Roumanie étrille la Géorgie grâce à des buts de Popa, Amisulashvili (qui a marqué contre son camp), Stanciu, Torje et Keșerü côté roumain.
| Match amical     | Italie                                | 2 - 2 | Roumanie               | Stade Renato-Dall'Ara, Bologne |                              |
| 17 novembre 2015 | Marchisio 55e (pen.) · Gabbiadini 66e |       | Stancu 6e · Andone 89e | Arbitrage : Adrien Jaccottet   | Arbitrage : Adrien Jaccottet |
| 17 novembre 2015 | Rapport                               |       |                        | Arbitrage : Adrien Jaccottet   | Arbitrage : Adrien Jaccottet |

| Match amical | Roumanie    | 1 - 0 | Lituanie | Stadionul Marin Anastasovici, Giurgiu |                                      |
| 23 mars 2016 | Stanciu 65e |       |          | Arbitrage : David Fernández Borbalán  | Arbitrage : David Fernández Borbalán |
| 23 mars 2016 | Rapport     |       |          | Arbitrage : David Fernández Borbalán  | Arbitrage : David Fernández Borbalán |

| Match amical | Roumanie | 0 - 0 | Espagne | Cluj Arena, Cluj-Napoca  |                          |
| 27 mars 2016 |          |       |         | Arbitrage : Ruddy Buquet | Arbitrage : Ruddy Buquet |
| 27 mars 2016 | Rapport  |       |         | Arbitrage : Ruddy Buquet | Arbitrage : Ruddy Buquet |

| Match amical | Roumanie    | 1 - 1 | RD Congo   | Stadio Giuseppe Sinigaglia, Côme |                          |
| 25 mai 2016  | Stanciu 27e |       | Bokila 87e | Arbitrage : Paolo Valeri         | Arbitrage : Paolo Valeri |
| 25 mai 2016  | Rapport     |       |            | Arbitrage : Paolo Valeri         | Arbitrage : Paolo Valeri |

| Match amical      | Roumanie                             | 3 - 4 | Ukraine                                                        | Stade olympique de Turin, Turin |                          |
| 29 mai 2016 19h30 | Torje 23e · Alibec 74e · Stanciu 85e |       | Zozulya 43e · Zinchenko 48e · Konoplyanka 54e · Yarmolenko 59e | Arbitrage : Davide Massa        | Arbitrage : Davide Massa |
| 29 mai 2016 19h30 | Rapport                              |       |                                                                | Arbitrage : Davide Massa        | Arbitrage : Davide Massa |

| Match amical      | Roumanie                                                                | 5 - 1 | Géorgie        | Arena Națională, Bucarest     |                               |
| 3 juin 2016 21h00 | Popa 2e · Amisulashvili 3e (csc) · Stanciu 49e · Torje 80e · Keșerü 87e |       | Moți 68e (csc) | Arbitrage : Artur Soares Dias | Arbitrage : Artur Soares Dias |
| 3 juin 2016 21h00 | Rapport                                                                 |       |                | Arbitrage : Artur Soares Dias | Arbitrage : Artur Soares Dias |

## Effectif
Le 12 mai 2016, le sélectionneur a dévoilé une liste de 28 joueurs pré-sélectionnés pour les derniers matchs de préparation contre la RDC et l'Ukraine. La liste des 23 joueurs retenus est dévoilé le 31 mai 2016 juste avant le dernier match de préparation contre la Géorgie.
| Numéro / Nom       | Numéro / Nom       | Équipe             | Sél. (but)      | Date de naissance | J.              |                 |                 |                 |                 |
| Gardiens de but    | Gardiens de but    | Gardiens de but    | Gardiens de but | Gardiens de but   | Gardiens de but | Gardiens de but | Gardiens de but | Gardiens de but | Gardiens de but |
| ------------------ | ------------------ | ------------------ | --------------- | ----------------- | --------------- | --------------- | --------------- | --------------- | --------------- |
| 1                  | Costel Pantilimon  | Watford            | 21 (0)          | 1er février 1987  | 0               | 0               | 0               | 0               | 0               |
| 12                 | Ciprian Tătărușanu | Fiorentina         | 36 (0)          | 9 février 1986    | 1               | 0               | 0               | 0               | 0               |
| 23                 | Silviu Lung Jr.    | Astra Giurgiu      | 3 (0)           | 4 juin 1989       | 0               | 0               | 0               | 0               | 0               |
| Défenseurs         |                    |                    |                 |                   |                 |                 |                 |                 |                 |
| 2                  | Alexandru Mățel    | Dinamo Zagreb      | 16 (0)          | 17 octobre 1989   | 0               | 0               | 0               | 0               | 0               |
| 3                  | Răzvan Raț         | Rayo Vallecano     | 110 (2)         | 26 mai 1981       | 1               | 0               | 1               | 0               | 0               |
| 4                  | Cosmin Moți        | Ludogorets Razgrad | 7 (0)           | 3 décembre 1984   | 0               | 0               | 0               | 0               | 0               |
| 6                  | Vlad Chiricheș     | Naples             | 41 (0)          | 14 novembre 1989  | 1               | 0               | 1               | 0               | 0               |
| 15                 | Valerică Găman     | Astra Giurgiu      | 14 (1)          | 25 février 1989   | 0               | 0               | 0               | 0               | 0               |
| 16                 | Steliano Filip     | Dinamo Bucarest    | 4 (0)           | 15 mai 1994       | 0               | 0               | 0               | 0               | 0               |
| 21                 | Dragoș Grigore     | Al-Sailiya         | 19 (0)          | 7 septembre 1986  | 1               | 0               | 0               | 0               | 0               |
| 22                 | Cristian Săpunaru  | Pandurii Târgu Jiu | 12 (0)          | 5 avril 1984      | 1               | 0               | 0               | 0               | 0               |
| Milieux de terrain |                    |                    |                 |                   |                 |                 |                 |                 |                 |
| 5                  | Ovidiu Hoban       | Hapoël Beer-Sheva  | 19 (1)          | 27 décembre 1982  | 1               | 0               | 0               | 0               | 0               |
| 7                  | Alexandru Chipciu  | Steaua Bucarest    | 21 (3)          | 18 mai 1989       | 1               | 0               | 0               | 0               | 0               |
| 8                  | Mihai Pintilii     | Steaua Bucarest    | 31 (1)          | 9 novembre 1984   | 1               | 0               | 0               | 0               | 0               |
| 10                 | Nicolae Stanciu    | Steaua Bucarest    | 4 (3)           | 7 mai 1993        | 1               | 0               | 0               | 0               | 0               |
| 11                 | Gabriel Torje      | Ankaraspor         | 50 (11)         | 22 novembre 1989  | 1               | 0               | 0               | 0               | 0               |
| 17                 | Lucian Sânmărtean  | Ittihad            | 19 (0)          | 13 mars 1980      | 0               | 0               | 0               | 0               | 0               |
| 18                 | Andrei Prepeliță   | Ludogorets Razgrad | 9 (0)           | 3 décembre 1985   | 0               | 0               | 0               | 0               | 0               |
| 20                 | Adrian Popa        | Steaua Bucarest    | 13 (0)          | 24 juillet 1988   | 1               | 0               | 0               | 0               | 0               |
| Attaquants         |                    |                    |                 |                   |                 |                 |                 |                 |                 |
| 9                  | Denis Alibec       | Astra Giurgiu      | 3 (1)           | 5 janvier 1991    | 1               | 0               | 0               | 0               | 0               |
| 13                 | Claudiu Keșerü     | Ludogorets Razgrad | 12 (4)          | 2 décembre 1986   | 0               | 0               | 0               | 0               | 0               |
| 14                 | Florin Andone      | Córdoba            | 5 (1)           | 11 avril 1993     | 1               | 0               | 0               | 0               | 0               |
| 19                 | Bogdan Stancu      | Gençlerbirliği     | 40 (9)          | 28 juin 1987      | 1               | 1               | 0               | 0               | 0               |

 = capitaine --  Gardien de butDéfenseurMilieu de terrainAttaquantSélectionneur

## Encadrement

### Sélectionneur
- Anghel Iordănescu

### Entraineurs adjoints
- Viorel Moldovan
- Daniel Isăilă
- Ionuț Badea

## Qualifications

### Groupe F
La Roumanie termine à la deuxième place du groupe F et se qualifie directement pour la phase finale.
| Rang | Équipe          | Pts | J  | G | N | P | Bp | Bc | Diff |  | Résultats (▼ dom., ► ext.) | Drapeau de l'Irlande du Nord (drapeau du Royaume-Uni) |     |     |     |     |     |
| ---- | --------------- | --- | -- | - | - | - | -- | -- | ---- |  | -------------------------- | ----------------------------------------------------- | --- | --- | --- | --- | --- |
| 1    | Irlande du Nord | 21  | 10 | 6 | 3 | 1 | 16 | 8  | +8   |  | Irlande du Nord            |                                                       | 0-0 | 1-1 | 2-1 | 2-0 | 3-1 |
| 2    | Roumanie        | 20  | 10 | 5 | 5 | 0 | 11 | 2  | +9   |  | Roumanie                   | 2-0                                                   |     | 1-1 | 1-1 | 1-0 | 0-0 |
| 3    | Hongrie         | 16  | 10 | 4 | 4 | 2 | 11 | 9  | +2   |  | Hongrie                    | 1-2                                                   | 0-0 |     | 1-0 | 2-1 | 0-0 |
| 4    | Finlande        | 12  | 10 | 3 | 3 | 4 | 9  | 10 | -1   |  | Finlande                   | 1-1                                                   | 0-2 | 0-1 |     | 1-0 | 1-1 |
| 5    | Îles Féroé      | 6   | 10 | 2 | 0 | 8 | 6  | 17 | -11  |  | Îles Féroé                 | 1-3                                                   | 0-3 | 0-1 | 1-3 |     | 2-1 |
| 6    | Grèce           | 6   | 10 | 1 | 3 | 6 | 7  | 14 | -7   |  | Grèce                      | 0-2                                                   | 0-1 | 4-3 | 0-1 | 0-1 |     |

## Phase finale

### Premier tour - groupe A
La Roumanie débute l'Euro avec le match d'ouverture contre la France, elle affronte ensuite la Suisse et l'Albanie. Elle termine dernière du Groupe avec 1 point et est éliminé de la compétition.
| 1 | France   | 7 | 3 | 2 | 1 | 0 | 4 | 1 | +3 |  | 3  |
| 2 | Suisse   | 5 | 3 | 1 | 2 | 0 | 2 | 1 | +1 |  | 1  |
| 3 | Albanie  | 3 | 3 | 1 | 0 | 0 | 1 | 3 | -2 |  | -2 |
| 4 | Roumanie | 0 | 3 | 0 | 1 | 2 | 2 | 4 | -2 |  | -4 |

     Équipe qualifiée
| Match d'ouverture                                    | France                                   | 2 - 1   | Roumanie          | Stade de France, Saint-Denis                   |                                                |
| 10 juin 2016 · 21 h CEST · Historique des rencontres | ( Payet) Giroud 57e · ( Kanté) Payet 89e | (0 - 0) | 65e (pen.) Stancu | Spectateurs : 75 113 Arbitrage : Viktor Kassai | Spectateurs : 75 113 Arbitrage : Viktor Kassai |
| 10 juin 2016 · 21 h CEST · Historique des rencontres | Rapport                                  |         |                   | Spectateurs : 75 113 Arbitrage : Viktor Kassai | Spectateurs : 75 113 Arbitrage : Viktor Kassai |

| Match 14                                             | Roumanie          | 1 - 1   | Suisse      | Parc des Princes, Paris                            |                                                    |
| 15 juin 2016 · 18 h CEST · Historique des rencontres | Stancu 18e (pen.) | (1 - 0) | 57e Mehmedi | Spectateurs : 43 576 Arbitrage : Sergueï Karassiov | Spectateurs : 43 576 Arbitrage : Sergueï Karassiov |
| 15 juin 2016 · 18 h CEST · Historique des rencontres | Rapport           |         |             | Spectateurs : 43 576 Arbitrage : Sergueï Karassiov | Spectateurs : 43 576 Arbitrage : Sergueï Karassiov |

| Match 25                                             | Roumanie | 0 - 1   | Albanie                | Parc Olympique lyonnais, Décines-Charpieu       |                                                 |
| 19 juin 2016 · 21 h CEST · Historique des rencontres |          | (0 - 1) | 43e Sadiku (Memushaj ) | Spectateurs : 49 752 Arbitrage : Pavel Královec | Spectateurs : 49 752 Arbitrage : Pavel Královec |
| 19 juin 2016 · 21 h CEST · Historique des rencontres | Rapport  |         |                        | Spectateurs : 49 752 Arbitrage : Pavel Královec | Spectateurs : 49 752 Arbitrage : Pavel Královec |

## Séjour et hébergement
Durant la compétition, l'équipe de Roumanie a séjourné à Orry-la-ville.